# Ołeksandr Rohoza

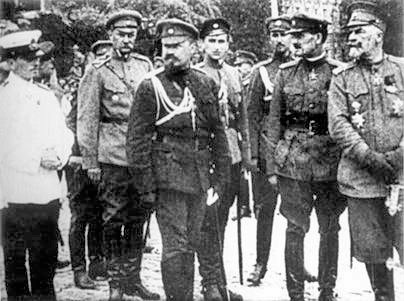
Oficerowie ministerstwa obrony Państwa Ukraińskiego, O.F. Rohoza pierwszy z prawej

Ołeksandr Francewycz Rohoza, ukr. Олександр Рогоза (ur. 27 maja?/8 czerwca 1858 na Kijowszczyźnie, zm. 29 czerwca 1919 w Odessie) – generał rosyjskiej i ukraińskiej armii.
Generał-porucznik armii rosyjskiej, w okresie od września 1914 do końca sierpnia 1915 był dowódcą 25 Korpusu Armijnego Imperium Rosyjskiego, w latach 1915–1917 dowódca 4 Armii rosyjskiej.
W 1918 roku, za Hetmanatu, minister spraw wojskowych.
Po zajęciu Odessy przez bolszewików pod dowództwem Nikifora Grigoriewa nakłaniany do przejścia do Armii Czerwonej, w następstwie odmowy rozstrzelany na placu Katierińskim. Sam Grigoriew został rozstrzelany przez machnowców miesiąc później.

## Życiorys
- (ros.) Токарев Владимир Николаевич
- (ros.) Александр Францевич Рагоза - ХРОНОС – всемирная история в интернете